# Shay Mitchell

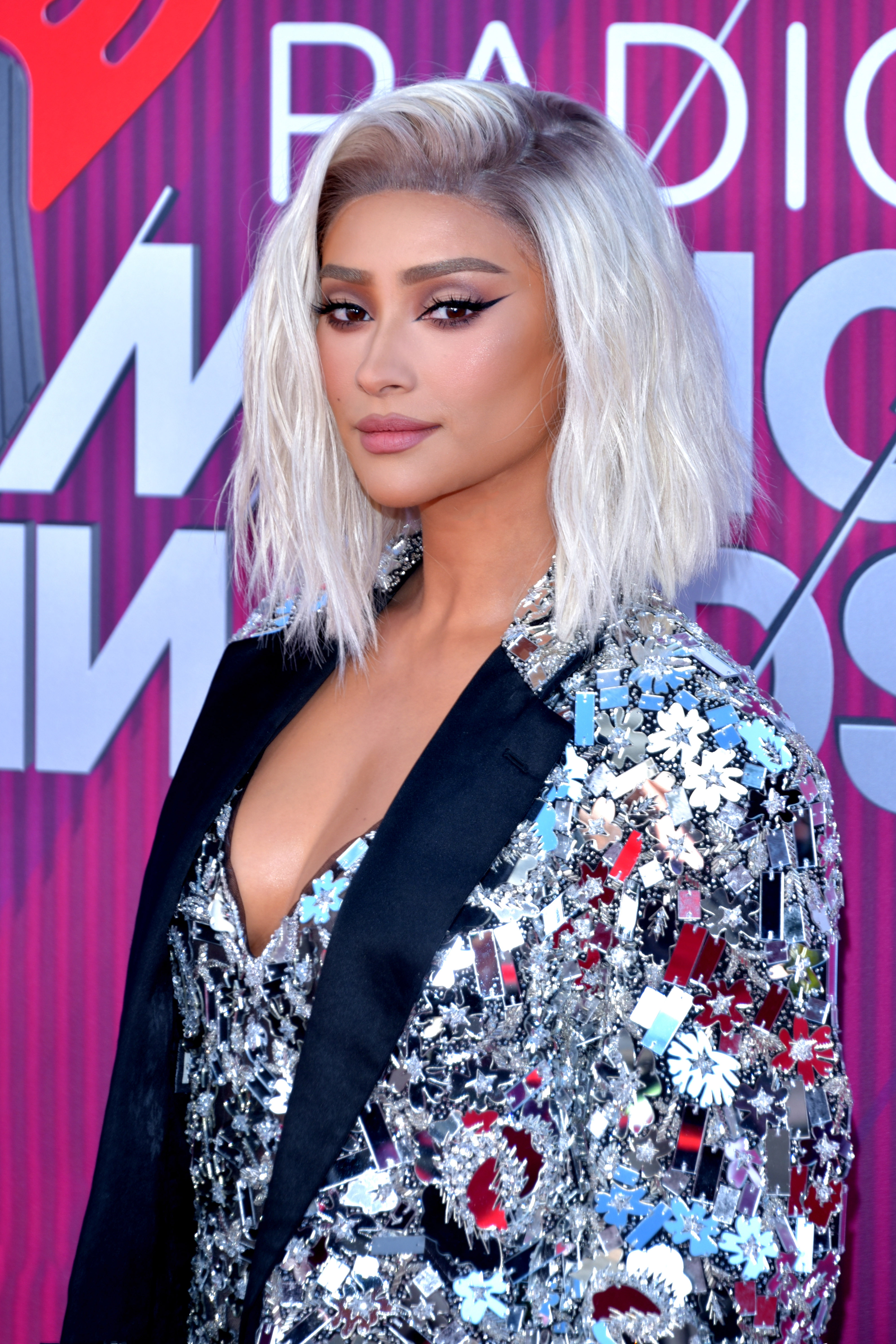
Shay Mitchell (2019)

Shannon Ashley „Shay“ Mitchell (* 10. April 1987 in Toronto, Ontario) ist eine kanadische Schauspielerin und ein Model. Von 2010 bis 2017 spielte sie in der US-Serie Pretty Little Liars die Rolle der Emily Fields.

## Leben und Karriere
Mitchell wurde 1987 in Toronto als Tochter eines irisch-schottischen Vaters und einer philippinischen Mutter geboren. Sie hat als Model in Bangkok, Hongkong und Barcelona gearbeitet. Anschließend kehrte sie nach Toronto zurück, um Schauspiel zu studieren. Sie erhielt Rollen in den Fernsehserien Degrassi: The Next Generation, Aaron Stone und Rookie Blue und wurde für Werbespots gebucht.
Von 2010 bis 2017 spielte sie die Rolle der Emily Fields in der US-amerikanischen Fernsehserie Pretty Little Liars. Seit 2011 tritt sie als Model für Pantene-Haarshampoo auf. 2018 spielte sie in der Fernsehserie You – Du wirst mich lieben die Rolle der Peach Salinger. Ihre deutsche Synchronsprecherin ist Kaya Marie Möller.
Im Oktober 2019 wurde sie Mutter einer Tochter.

## Filmografie (Auswahl)
- 2009: Degrassi: The Next Generation (Folge 8x17)
- 2010: Rookie Blue (Folge 1x02)
- 2010: Aaron Stone (4 Folgen)
- 2010–2017: Pretty Little Liars (Fernsehserie, 160 Folgen)
- 2012: Glee (Folge 4x02)
- 2012: Punk’d (1 Folge)
- 2015: Project Runway (1 Folge)
- 2016: Live! With Kelly and Michael (1 Folge)
- 2016: Mother’s Day – Liebe ist kein Kinderspiel (Mother’s Day)
- 2016: Dreamland
- 2018: RuPaul’s Drag Race: All Stars (1 Folge)
- 2018: You – Du wirst mich lieben (You, 6 Folgen)
- 2018: The Possession of Hannah Grace
- 2019–2022: Dollface (Fernsehserie, 20 Folgen)
- 2021: Trese (Fernsehserie, 6 Folgen, Stimme von Alexandra Trese)
- 2021: Miracle Workers (Folge 3x02)
- 2022: Weihnachtsgeschenke von Tiffany (Something from Tiffany’s)
- 2023–2024: Velma (Fernsehserie, Stimme von Brenda)

## Musikvideos
- 2009: Sean Paul – Hold My Hand
- 2016: Nick Jonas – Under You
- 2017: Logan Paul feat. Why Don’t We – Help Me Help You